# Alexandre de Iugoslàvia (príncep de Iugoslàvia)
Alexandre de Iugoslàvia, príncep de Iugoslàvia (White Lodge (Richmond - Surrey) 1924). Príncep de Iugoslàvia de la Casa dels Karageorgevitx amb el tractament d'altesa reial.
Nascut al White Lodge de Richmond, al comtat anglès de Surrey, el dia 13 d'agost de l'any 1924, sent fill del príncep regent Pau de Iugoslàvia i de la princesa Olga de Grècia. Alexandre era net per via paterna del príncep Arsen de Iugoslàvia i de la princesa Maria Demidov de San Donato i per via materna del príncep Nicolau de Grècia i de la gran duquessa Helena de Rússia.
Alexandre visqué la seva infància i joventut fins a l'any 1941 a Belgrad fins quan l'any 1941 la família del príncep regent hagué d'abandonar el país acusats de col·laboracionisme amb el nacionalsocialisme. Setmanes després tota la família reial abandonà el país després de l'ocupació alemanya.
Exiliats primer a la república sud-africana i posteriorment a Londres, el príncep Alexandre es mantingué sempre molt proper a la cort anglesa gràcies a l'amistat que unia els seus pares amb el rei Jordi VI del Regne Unit i gràcies al fet que la princesa Marina de Grècia, duquessa de Kent, era la seva tia.
El dia 12 de febrer de l'any 1955 contragué matrimoni a Cascais amb la princesa Maria Pia d'Itàlia, filla del rei Humbert II d'Itàlia i de la princesa Maria Josep de Bèlgica. La parella establerta a les proximitat de París tingué quatre fills:
- SAR el príncep Dimitri de Iugoslàvia, nat a Boulogne-sur-Seine el 1958.

- SAR el príncep Miquel de Iugoslàvia, nat a Boulogne-sur-Seine el 1958.

- SAR el príncep Sergi de Iugoslàvia, nat a Bolougne-sur-Seine el 1963. Contragué matrimoni amb Sofia de Toledo de la qual es divorcià un any després de casar-se per tornar a maridar-se amb Elionor Rajneri.

- SAR la princesa Helena de Iugoslàvia, nada a Boulogne-sur-Seine el 1963. Es casà amb Thierry Alexandre Gaubert.

L'any 1967, els prínceps de Iugoslàvia protagonitzaren un sonor escàndol al divorciar-se. Alexandre es maridà de nou amb el princesa Bàrbara de Liechtenstein el dia 2 de novembre de 1973 a París. Bàrbara era filla del príncep Eugeni de Liechtenstein i de la duquessa Maria Teresa von Goëß. La parella ha tingut un fill:
- SAR el príncep Dushan de Iugoslàvia, nat a Sant-Gallen el 1977.